# 4254 Kamél
4254 Kamél è un asteroide della fascia principale. Scoperto nel 1985, presenta un'orbita caratterizzata da un semiasse maggiore pari a 2,6158686 UA e da un'eccentricità di 0,1590601, inclinata di 13,01026° rispetto all'eclittica.